# Al-Karama SC
Al-Karama SC (نادي الكرامة الرياضي) je fotbalový klub ze syrského města Homs. Byl založen roku 1928 pod názvem Chálid bin Walid, od roku 1971 nese název al-Karama, což arabsky znamená důstojnost. Klubové barvy jsou modrá, bílá a oranžová.
Klub je osminásobným mistrem Sýrie, v letech 1996 a 2007 získal double. V roce 2006 postoupil do finále Ligy mistrů AFC, kde prohrál s jihokorejským týmem Jeonbuk Hyundai Motors FC 0:2 na jeho půdě a vítězství v domácí odvetě 2:1 na titul nestačilo. Nicméně tak zaznamenal historicky nejlepší mezinárodní výsledek syrského klubu. Klub funguje i v podmínkách občanské války, přestože řada hráčů odešla do exilu.

## Úspěchy
- Mistr Sýrie: 1974–75, 1982–83, 1983–84, 1995–96, 2005–06, 2006–07, 2007–08, 2008–09
- Vítěz poháru: 1982–83, 1986–87, 1994–95, 1995–96, 2006–07, 2007–08, 2008–09, 2009–10
- Liga mistrů AFC: finalista 2006
- Pohár AFC: finalista 2009